# École nationale de la statistique et de l'administration économique
La École nationale de la statistique et de l'administration économique (también conocida como ENSAE ParisTech) es una escuela de ingenieros de Francia. 
Está ubicado en Malakoff, campus Universidad Paris-Saclay. También es miembro del ParisTech y de la conferencia de grandes écoles. Forma principalmente ingenieros en estadística y economía de muy alto nivel.

## Diplomado ENSAE ParisTech
La ENSAE es considerada una de las escuelas más prestigiosa de Francia y forma a la élite de la investigación científica en estadísticas y ciencia de datos.
En Francia, para llegar a ser ingeniero, se puede seguir la fórmula "dos más tres", que está compuesta de dos años de estudio de alto nivel científico (las clases preparatorias) y tres años científico-técnicos en una de las Grandes Ecoles de ingenieros. El acceso a éstas se realiza, al final de las clases preparatorias, a través de un concurso muy selectivo. 
- Master Ingénieur ENSAE ParisTech
- Mastères Spécialisés.

## Graduados famosos
- Michel Aglietta, economista francés
- Eduardo Aguilar, político y economista argentino del Partido Justicialista
- Benoît Cœuré, economista francés
- Edmond Malinvaud, economista francés